# Heo Young-ji
Đây là một tên người Triều Tiên, họ là Heo.
Heo Young-ji (Hangul: 허영지; sinh ngày 30 tháng 8 năm 1994), còn được biết đến với nghệ danh Youngji, là một nữ ca sĩ và người dẫn chương trình truyền hình người Hàn Quốc. Cô được biết đến nhiều nhất với tư cách là thành viên của nhóm nhạc nữ Kara sau khi giành chiến thắng trong chương trình truyền hình Kara Project vào năm 2014, nơi cô được chọn trở thành thành viên mới nhất của nhóm. Youngji bắt đầu sự nghiệp âm nhạc solo vào tháng 8 năm 2017 với đĩa đơn đầu tiên, "Memory Clock".

## Sự nghiệp

### Trước khi ra mắt
Youngji là một thực tập sinh cũ tại Core Contents Media cùng với cựu thành viên Areum của T-ara. Cô đang chuẩn bị ra mắt trong một nhóm nhạc nữ mới nhưng lại không ra mắt. Sau đó, cô đã trở thành một thực tập sinh tại KeyEast trước khi rời khỏi một lần nữa. Cuối cùng Youngji trở thành thực tập sinh của DSP Media, tham gia Kara Project, chiến thắng và trở thành thành viên mới nhất của nhóm.

### 2014-2015: Ra mắt với Kara và hoạt động solo
Vào tháng 5 năm 2014, sau khi hai thành viên cũ của Kara là Nicole Jung và Kang Ji-young rời nhóm, DSP Media đã kởi động một chương trình truyền hình thực tế mang tên Kara Project xoay quanh 7 thực tập sinh cạnh tranh để trở thành thành viên mới của nhóm. Dù bỏ lỡ 2 buổi biểu diễn trực tiếp do chấn thương chân trong khi luyện tập nhưng cô vẫn thu hút được sự chú ý từ người xem và đứng đầu bảng xếp hạng bình chọn.
Vào ngày 1 tháng 7, kết quả bỏ phiếu trực tiếp bắt đầu vào 6:45 chiều (KST). Hur Young-ji được tuyên bố là người chiến thắng với tổng số điểm là 49,591. Sau khi giành chiến thắng trong chương trình, cô đã có một bài phát biểu chiến thắng nói rằng cô sẽ làm việc chăm chỉ hơn nữa với tư cách là thành viên mới của Kara.
Vào tháng 9 năm 2014, Youngji được chọn là một trong những thành viên tham gia mùa 2 của chương trình Roommate. Cô được biết đến với tiếng cười tắt tiếng, và trong chương trình đặc biệt mừng Giáng Sinh của Roommate, khán giả đã chỉ ra rằng các thành viên trong gia đình của Youngji cũng có phong cách cười tương tự. Trong cuộc phỏng vấn như một bản xem trước cho việc trở thành một trong những thành viên mới cho Roommate, cô nói rằng nhiều người bảo cô phải che miệng khi cười, nhưng nó rất có vấn đề và bây giờ cô còn thoải mái hơn khi cười mà không cần che miệng.
Khi thành viên Hara làm khách mời trong tập 9 của Roommate, Cô chia sẻ rằng cô muốn Youngji được chọn làm thành viên của Kara vì cô có những nét quyến rũ mà các thành viên hiện tại không có và Kara cảm thấy trẻ trung hơn với cô.
Vào ngày 18 tháng 12 năm 2014, Một đại diện của MBC Every1 đã chia sẻ với MBN Star rằng Youngji sẽ tham gia chương trình Hitmaker mùa 2 với tư cách là một phần của một nhóm nhạc nữ, cùng với Lizzy của Orange Caramel, G.NA, So-hyun của 4minute. Nhóm sau này được đặt tên là Chamsonyeo. Nhóm lần đầu tiên phát hành teaser cho bài hát đầu tay "올해 의 주문 (Magic Words)" vào ngày 17 tháng 2, tiếp theo là bài hát và video âm nhạc vào 3 ngày sau đó, vào ngày 20 tháng 2.

### 2016–nay: Sự nghiệp diễn xuất và ra mắt solo
Vào ngày 15 tháng 1 năm 2016, DSP Media thông báo Gyuri, Seungyeon và Hara rời nhóm do hết hạn hợp đồng. Công ty cũng nhấn mạnh rằng Youngji sẽ tiếp tục sự nghiệp âm nhạc của mình với tư cách là một nghệ sĩ solo.
Vào ngày 13 tháng 4, Park Gyu-ri tuyên bố rằng nhóm không tan rã và các thành viên hy vọng sẽ phát hành album mới trong tương lai.
Vào tháng 5 năm 2016, cô đã được chọn vào một vai phụ trong bộ phim truyền hình Lại là Oh Hae Young của tvN. Cô cũng đã được mời tham gia một số chương trình truyền hình, chẳng hạn như Very Private TV của MBC với tư cách là thành viên cố định, War of Vocals - God's Voice của SBS với tư cách là thành viên tham luận và Humanity Busking của EBS với vai trò người dẫn chương trình.
Vào ngày 8 tháng 12 năm 2016, DSP Media tiết lộ Youngji là thành viên giấu mặt đầu tiên của nhóm nhạc hỗn hợp nam nữ K.A.R.D. Cô đã quảng bá cùng nhóm cho đĩa đơn dự án đầu tiên của họ "Oh NaNa", được phát hành vào ngày 13 tháng 12.
Vào ngày 2 tháng 8 năm 2017, DSP Media xác nhận rằng Youngji  đang chuẩn bị cho màn ra mắt solo vào tháng 8. Đĩa đơn đầu tiên của cô mang tên Memory Clock được phát hành vào ngày 25 tháng 8.
Vào ngày 15 tháng 12 năm 2017, MCC Entertainment đã phát hành một bài báo tiết lộ rằng cô sẽ tham gia vào bài hát thứ 2 của dự án "with dog". Bài hát mang tên Longing được phát hành cùng ngày.

## Phim và chương trình truyền hình

### Chương trình truyền hình
| Năm       | Network     | Tên                               | Remarks                                                       |               |
| --------- | ----------- | --------------------------------- | ------------------------------------------------------------- | ------------- |
| 2014      | MBC Music   | Kara Project                      | Won the show and became a new member of KARA                  |               |
| 2014      | SBS         | Utchasa                           | Guest with Park Gyuri                                         |               |
| 2014      | SBS         | Star King                         | Guest with KARA                                               |               |
| 2014      | MBC         | Sebakwi                           | Guest with KARA                                               |               |
| 2014      | KBS         | A Song For You                    | Guest with KARA                                               |               |
| 2014      | KBS         | Hello Counselor                   | Guest with KARA                                               |               |
| 2014      | MBC Every 1 | Weekly Idol                       | Guest with KARA                                               |               |
| 2014      | KBS 2       | I Am a Man                        | Guest with KARA                                               |               |
| 2014      | KBS 2       | Happy Together                    | Guest on the Christmas special                                |               |
| 2014      | KBS         | The Lord Of The Ratings           | MC                                                            |               |
| 2014-2015 | SBS         | Roommate: Season 2                | Fixed Cast                                                    |               |
| 2014-2015 | MBC Every 1 | Hitmaker Season 2                 | With G.NA, Lizzy (After School), Sohyun (4Minute)             |               |
| 2015      | MBC Every 1 | Weekly Idol                       | - Hitmaker special - Guest with KARA                          |               |
| 2015      | MBC         | Idol Star Athletics Championships | As one of the participating idols in the annual sports event. |               |
| 2015      | jTBC        | A Hard Day                        | Contestant                                                    |               |
| 2015      | KBS 2       | Game of Thrones                   | Contestant                                                    |               |
| 2015      | KBS 2       | Let's Go! Dream Team Season 2     | Charity special.                                              |               |
| 2015      | KBS World   | A Style For You                   | Guest (or cameo) on Episode 6, 7 and 9                        |               |
| 2015      | 2016        | MBC                               | Next Door CEO                                                 | Episode 1 - ? |